# 96号州际公路
96号州际公路（英語：Interstate 96）是一条东西方向的州际公路。该公路连接了密歇根州底特律和诺顿海岸，全长192.032英里。